# Up from the Ground
Pour les articles homonymes, voir Up-Front (homonymie).
Up from the Ground est un festival allemand consacré au metal extrême, organisé annuellement à Gemünden am Main, dans la région historique de Franconie, en Bavière.

## Histoire
En 2000, deux fans allemands de metal extrême, Jörg Breitenbach et Heiko Krumpholz, tous deux membres du groupe Final Breath créent le festival "Up From The Ground Open-Air-Festival".
Il existait plusieurs petits concerts organisés dans la région sous le nom de "up from the ground" mais il a été décidé de créer un festival en plein sous ce nom pour attirer plus de monde.
A force d'inviter des têtes d'affiches de plus en plus prestigieuses, le festival est devenu le plus grand évènement de metal extrême en Franconie.

## Programmation

### 2000
Le 14 août:
Euthanasie, Final Breath, Manos, The Crestfallen, The Krauts, Violation.

### 2002
Le 17 août:
Abyzz, Capacity, Cerberus, Dew-Scented, Ektomorf, Final Breath, Majesty, Tankard, To The Seven, Verdict.

### 2003
Les 15 et 16 août:
Abrogation, Carnage Inc, Daemonolatria, Depresion, Die Apokalyptischen Reiter, End Of Green, Final Breath, Hatred, Hellmasters, Illdisposed, Night In Gales, Pronther, Psychotron, Pungent Stench, Sadistic Blood Massacre, Satanic Slaughter, Shadows Of Iga, Soul Demise, Sumpfbold, The Daredevils, To The Seven, Tyrax.

### 2004
Les 27 et 28 août:
Agathodaimon, Blo.Torch, Burden Of Grief, Cryptic Wintermoon, Davidian, Desaster, Dew-Scented, Disbelief, Final Breath, Gorilla Monsoon, Graveworm, Guerrilla, Hobbs Angel Of Death, Illdisposed, Kataklysm, Lunatic Dictator, Malevolent Creation, Naglfar, Runamok, Schistosoma, Suidakra, The Crestfallen, Undertow.

### 2005
Les 26 et 27 août:
Antichrist, Belphegor, Dark Age, Dark Fortress, Delirium Tremens, Disinfect, Ektomorf, End Of Green, Ensiferum, Fearer, Fleshcrawl, Fragmentory, Hateshpere, Heaven Shall Burn, Hypocrisy, Misery Index, Mnemic, My Darkest Hate, Napalm Death, Path Of Golconda, Primordial, Rotting Christ, Selaiah, The Duskfall, Unleashed.

### 2006
Les 25 et 26 août:
Criminal, Demolition, Dismember, Dryrot, Endstille, God Dethroned, Gorefest, Harmony Dies, Hearse, Hidden In The Fog, Jack Slater, Japanische Kampfhörspiele, Koldbrann, Korpiklaani, Legion Of The Damned, Morbid Angel, Obituary, Obscura, One Man Army And The Undead Quartett, Requiem, Silent Overdrive, Sinister, Suffocation, Tourettes Syndrome,.Verdict, Wintersun

### 2007
Les 24 et 25 août:
Apophis, Arch Enemy, Benediction, Demonical, Disaster KFW, Ear-Shot, Enthroned, Evocation, Entombed, Equilibrium, Fleshless, Graveworm, Grind Inc., Illdisposed, Krisiun, Kromlek, Justice, Onslaught, Sabbat, Sadist, Scar Symmetry, Scare Crow, Sonic Syndicate, Suidakra, Testament, Vomitory.